# تركوبلي

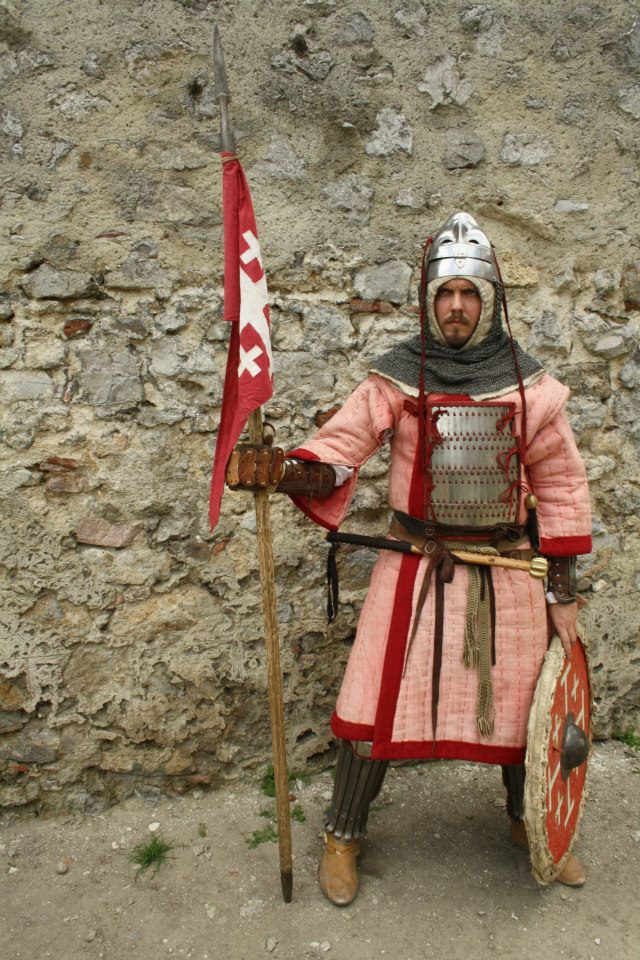

تُركوبلي (اللغة اليونانية: Τουρκόπουλοι) هم الفرسان الرماة في الجيش البيزنطي ومنه أستخدمها أيضا الصليبيون في جيوشهم في المشرق، الكلمة تأتي من اللغة اليونانية وتعني أبناء الترك وهم أبناء من يونانيين وأتراك غالبيهم يدينون بالمسيحية.
أشترك في معركة حطين حوالي 500 تركوبلي من جيش مملكة بيت المقدس و قتل القائد صلاح الدين الأيوبي كل من أسر منهم .
وظفتهم الامبرطورية البيزنطية والإمارات الصليبية في حروبهم ضد المسلمين لشبههم بهم، فكانوا يتجسسون لصالحهم.
و لم تكن القوات الايوبية ترأف بهم لخيانتهم.